# Giovanni Aldini

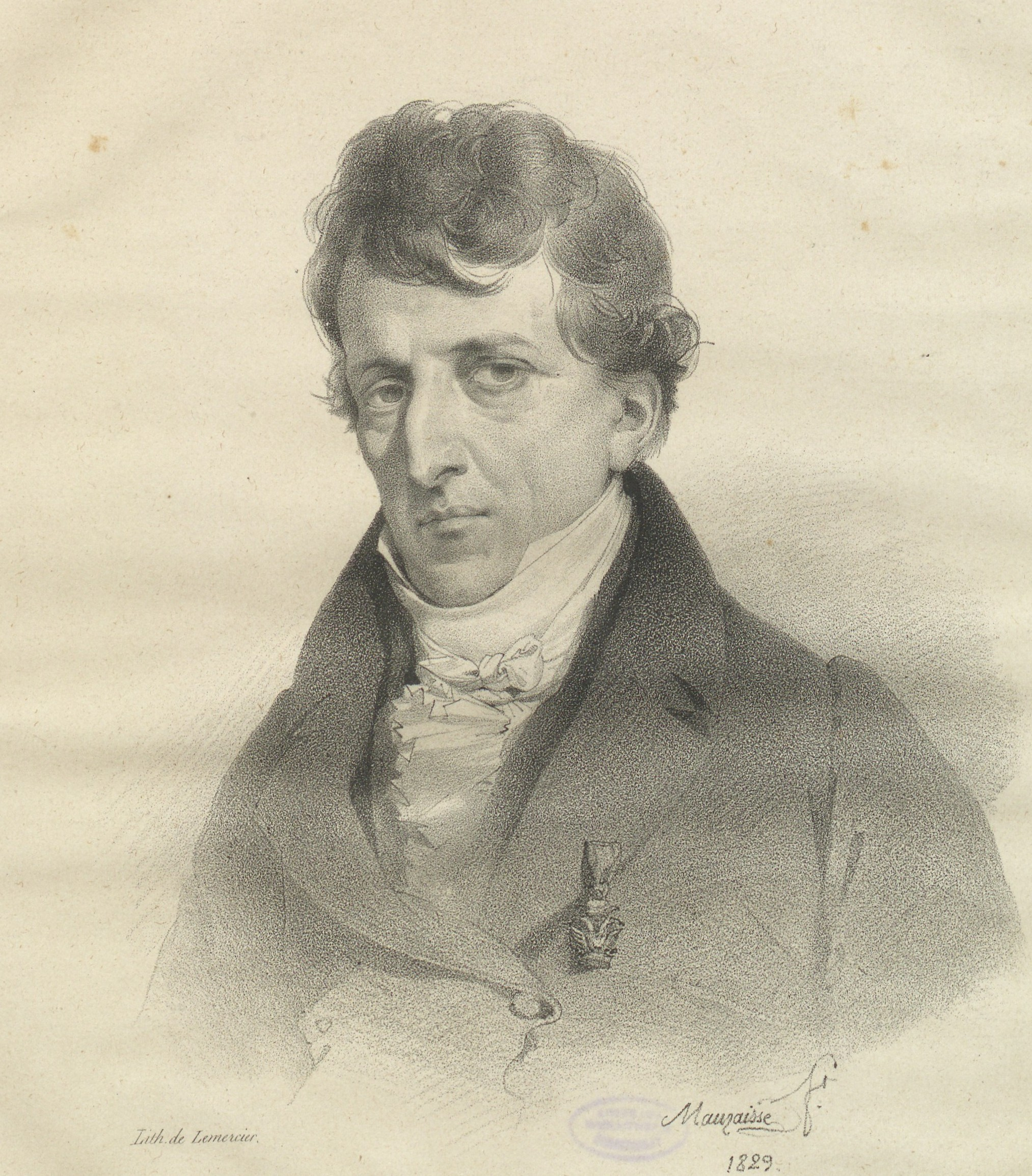
Giovanni Aldini

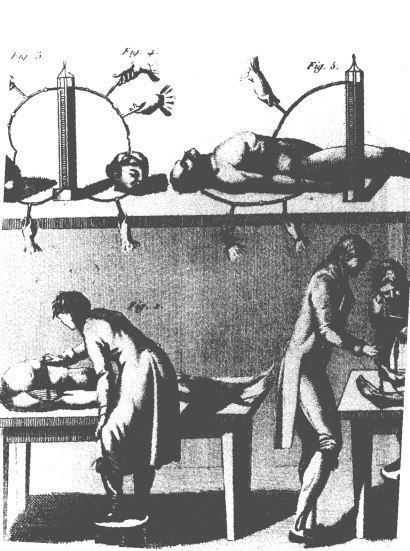
Experimenten op het lichaam van George Forster

Giovanni Aldini (Bologna, 10 april 1762 – Milaan, 17 januari 1834) was een Italiaans natuurwetenschapper, broer van staatsman Graaf Antonio Aldini (1756-1826) en neef van Luigi Galvani (1737-1798). Als groot aanhanger legde hij in 1791 Galvani's verhandelingen vast en zorgde voor een wereldwijde verspreiding ervan.
In 1798 werd hij professor in de natuurkunde aan de universiteit van Bologna, waar hij zijn leermeester Sebastiano Canterzani (1734-1819) opvolgde. Zijn wetenschappelijke werk had voornamelijk te maken met galvanisme en de medische toepassingen ervan, de constructie van verlichte vuurtorens en met zijn experimenten voor het behoud van het menselijke leven.
Aldini reisde door heel Europa om dierlijke en menselijke lichamen te elektrificeren en zijn voorstellingen zorgen voor buitengewone schouwspellen. Het meest beroemde experiment vond januari 1803 plaats aan het Koninklijke College van Heelmeesters in Londen met de opgehangen misdadiger George Forster. Voor een grote groep medici en onder publieke belangstelling pakte hij een paar elektroden – aangesloten op sterke batterijen – op en raakte hiermee verschillende delen van het lichaam aan. Het resultaat was verbijsterend. Door de elektrische stromen veroorzaakte spiersamentrekkingen begonnen verscheidene lichaamsdelen te bewegen. Hierdoor werd de impressie gebracht dat het lichaam weer tot leven was gebracht, hoewel Aldini zelf wel wist dat dit niet het geval was. Hoewel een showman, was Aldini een van de eersten die geestelijk zieke patiënten met elektroshocks behandelde en complete methodes vastlegde voor het genezen van een aantal geestesziektes.
Uit waardering voor zijn verdiensten werd hij door de keizer van Oostenrijk geridderd in de Orde van de IJzeren Kroon en benoemd tot raadslid van Milaan, waar hij ook overleed. Uit zijn erfenis liet hij een groot geldbedrag na voor de oprichting van een school voor natuurwetenschappen in Bologna.

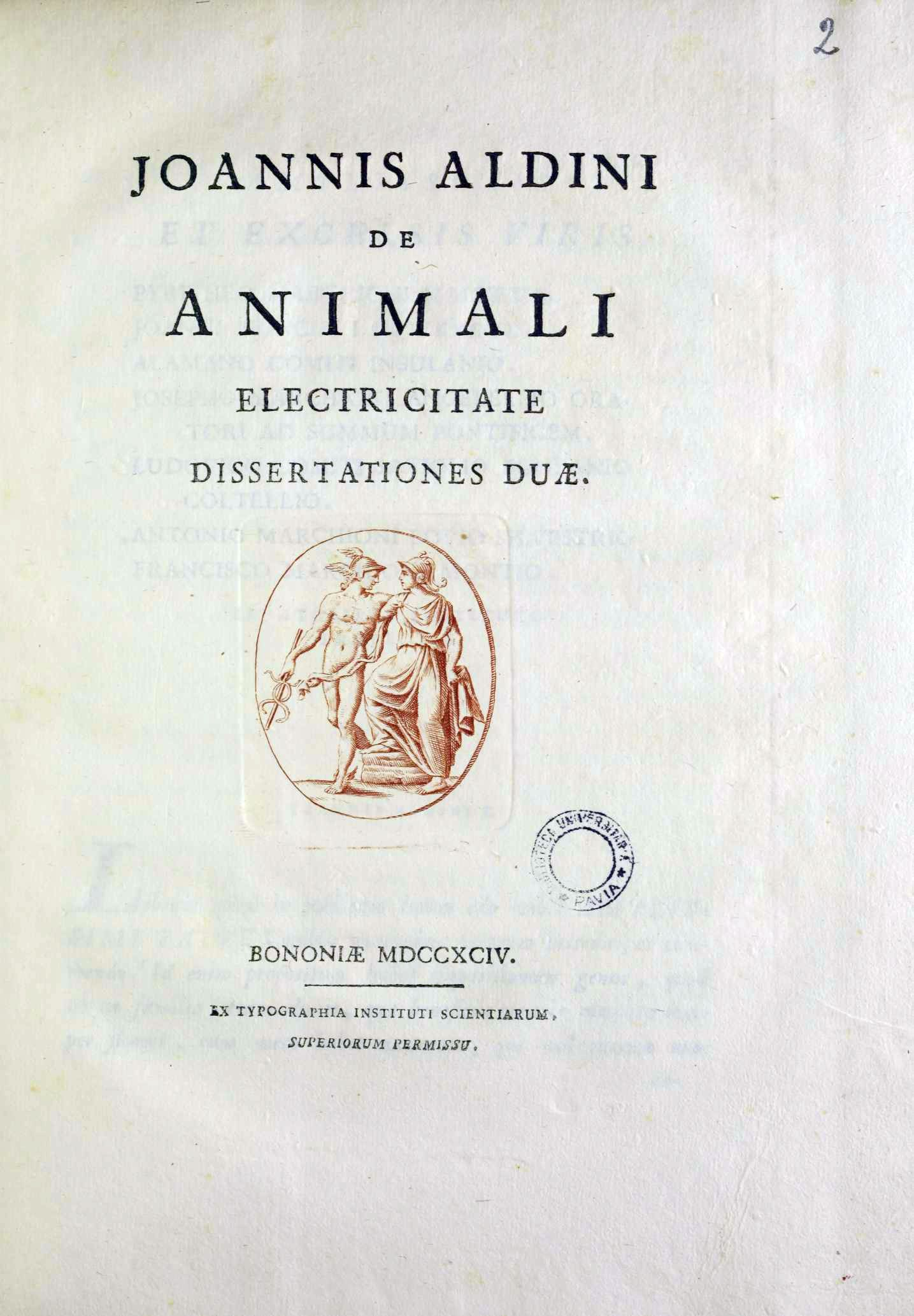
De animali electricitate, 1794